# Eastman's Royal Naval Academy
La Eastman's Royal Naval Academy (Académie navale Royale d'Eastman) était une école préparatoire de Southsea puis de Winchester en Angleterre. Entre 1855 et 1923, elle a surtout été connue comme une école préparant les garçons à entrée dans la Royal Navy. Rebaptisée École préparatoire de Eastman, elle cessa ces activités en 1940. Selon Jonathan Betts (en), elle a été « considérée comme l'une des meilleures écoles pour les garçons destinés à la Marine ».

## Histoire
La création en 1838 d'un examen d'entrée pour la Royal Navy entraina le développement des établissements d'enseignement spécialisés comme la Eastman's Royal Naval Academy. Fondée en 1851 par un instructeur de marine à la retraite, Thomas Eastman, elle emménage en 1854 dans un bâtiment construit à cet effet à South Parade dans Southsea. À la mort de Eastman en 1860, il est remplacé comme directeur par George Spickernell qui dirigera l'école jusqu'en 1885. 
En 1881, le fils de Thomas Eastman, Thomas Eastman junior fonde à Wallington, Hampshire (en) une autre Eastman's Royal Naval Academy et en 1898, elle déménage à Winchester et devient un des centres d'examen accrédités par l'Amirauté.  
Déjà en déclin en 1914, elle ferme ses portes au début de la Seconde Guerre mondiale. 

## Anciens élèves
- Augustus Agar (en) (1890-1968)
- Robert Burnett (1887-1959)
- Cecil Aylmer Cameron (en) (1883-1924)
- Charles Vandeleur Creagh (en) (1842-1917)
- William Rooke Creswell (en) (1852-1933)
- Percy Douglas (en) (1876-1939)
- Martin Dunbar-Nasmith (en) (1883-1965)
- Charles Forbes (1880-1960)
- John French (1852-1925)
- Rupert Gould (1890-1948)
- Loftus William Jones (en) (1879-1916)
- Geoffrey Layton (en) (1884-1964)
- Albert Hastings Markham (1841-1918)
- William May (1849-1930)
- Harry Rawson (1843-1910)
- Charles Royds (1876-1931)
- Percy Royds (en) (1874-1955)
- Percy Scott (en) (1853-1924)
- Edward Hobart Seymour (1840-1929)